# Bezeichnungsschemata von British Rail
British Railways, später British Rail (BR), nutzte verschiedene Bezeichnungsschemata für ihre Lokomotiven und Triebwagen.
Auch nach der Privatisierung der Staatsbahn wenden die neuen Bahngesellschaften das zuletzt geltende Schema an.

## Bezeichnungsschema 1948
Mit der Bildung von British Railways 1948 war es notwendig, für die übernommenen sowie die neu anzuschaffenden Fahrzeuge ein einheitliches Bezeichnungsschema zu entwickeln.

### Übernommene Lokomotiven
Die Klasseneinteilung der Vorgängergesellschaften wurden unverändert übernommen. Zusätzlich erhielten sie eine Nummerierung, die sich an das System der London, Midland and Scottish Railway (LMS) angelehnte. Nach- und Neubauten der British Railways sowie die Lokomotiven kleinerer Bahngesellschaften wurden entsprechend den Bauarten der Vorgängergesellschaften eingeordnet.
| Nummernraum | Bezeichnung                                                                      | alte Nummer |
| --- | -------------------------------------------------------------------------------- | --- |
| 1–9999 | Dampflokomotiven der Great Western Railway                                       | Seriennummern blieben unverändert |
| 10000–19999 | Diesel- und Gasturbinenlokomotiven                                               | Lokomotiven erhielten neue Nummern, außer LMS 10000/10001 |
| 10xxx | Hauptstreckendiesellokomotiven                                                   | |
| 11xxx | dieselmechanische und dieselhydraulische Rangierlokomotiven Beschaffung durch BR | |
| 12xxx | ehemalige LMS-Rangierlokomotiven                                                 | |
| 13xxx | dieselelektrische Rangierlokomotiven, Beschaffung BR*                            | |
| 150xx | ehemalige LNER-Rangierlokomotiven                                                | |
| 151xx | ehemalige GWR-Rangierlokomotiven                                                 | |
| 152xx | ehemalige SR-Rangierlokomotiven                                                  | |
| 18xxx | Gasturbinenlokomotiven                                                           | |
| 20000–29999 | Elektrolokomotiven                                                               | SR CC1–3 wurden zu 20001–3 und LNER 6000 zu 26000 die anderen Loks erhielten neue Nummern |
| 30000–39999 | ehemalige SR-Dampflokomotiven (außer Lokomotiven auf Isle of Wight*)             | Die Nummern der Lokomotiven wurden in den meisten Fällen um 30000 erhöht, außer bei: C1 wurde zu 33xxx, 21C101 wurde zu 34xxx, 21C1 wurde zu 35xxx, Die Lokomotiven der 3xxx_Serie erhielten neue Nummern |
| 40000–59999 | ehemalige LMS-Dampflokomotiven                                                   | Nummern wurden um 40000 erhöht, außer bei der Serie 2xxxx, die in die Serie 58xxx umgezeichnet wurde |
| 60000–69999 | ehemalige LNER-Dampflokomotiven                                                  | Nummern wurden um 60000 erhöht, 10000 wurde zu 60700 |
| 70000–79999 | Schlepptenderlokomotiven von BR beschafft                                        | |
| 80000–89999 | Tenderlokomotiven von BR beschafft                                               | |
| 90000–99999 | Kriegslokomotiven von BR und des War Department                                  | Neunummerierung |
| * Lokomotiven auf der Isle of Wight erhielten Nummern in einem Schema beginnend mit W1. Lokomotiven die vom Festland kamen, wurden umgenummert. Bei einer Rückkehr erhielten die Lokomotiven wieder ihre alte Nummer. |                                                                                  | |

### Neu angeschaffte Diesel- und Elektrolokomotiven und -triebwagen
Die Nummerierung von elektrischen Triebwagen erfolgte in jeder Region separat beginnend ab 001. Dieseltriebwagen wurden anfänglich nicht einheitlich bezeichnet. Innerhalb einzelner Regionen wurden später eigene Nummernsysteme eingeführt.
Zur Unterscheidung der elektrisch angetriebenen Fahrzeug nutzte man ein System, welches schon so ähnlich bei der LNER genutzt wurde.
Wechselstromlokomotiven erhielten das Kürzel „AL“ und Wechselstromtriebwagen das Kürzel „AM“ vorangestellt.
Die Eastern und die North Eastern Region nutzen ein ähnliches System zur Bezeichnung der Dieselrangierlokomotiven. Dreiachsige dieselelektrische Lokomotiven erhielten das Kürzel „DEJ“, dreiachsige dieselhydraulische oder dieselmechanische Lokomotiven „DJ“ und zweiachsige dieselmechanische und dieselhydraulische Loks „DY“.
1955 führte man für alle Diesellokomotiven von British Rail ein einheitliches Bezeichnungssystem ein. Es basierte auf dem Format Dx/y.
Die erste Ziffer (x) gab die Leistung der Lokomotive in 100 hp an und die zweite Zahl (y) stand für eine bestimmte Baureihe.
Eine D1/1 bezeichnet zum Beispiel eine Lokomotive mit 100 bis 199 hp (etwa 75–148 kW).
1962 wurden die Baureihenbezeichner nochmals geändert.
Die Southern Region übernahm das Nummerierungs- und Bezeichnungssystem der Southern Railway und führte es weiter.

## Bezeichnungs- und Nummerierungssystem ab 1957
Durch die Verdrängung der Dampflokomotiven sowie die fortschreitende Beschaffung von Diesel- und Elektrolokomotiven wurde es erforderlich, für diese Fahrzeuge ein neues Bezeichnungsschema einzuführen. Das neue System wurde jedoch nur für Diesellokomotiven eingeführt. Früher beschaffte Dieselrangierlokomotiven wurden umgezeichnet.
Dampf- und Gasturbinenlokomotiven sowie vor 1948 beschaffte Diesel- und Elektrolokomotiven behielten ihre alte Bezeichnung. Einige Lokomotiven erhielten dennoch das Kürzel „D“ oder „E“ vor die Betriebsnummer.

### Diesellokomotiven
Das Nummerierungssystem basierte auf der neuen an die Lokomotivenleistung angepasste Typenbezeichnung, die für die Diesellokomotiven eingeführt wurde.
| Nummernbereich | Typ                | Leistung         |
| -------------- | ------------------ | ---------------- |
| D1–D1999       | Type 4             | 2000 bis 2999 PS |
| D2000–D2999    | Rangierlokomotiven | unter 300 PS     |
| D3000–D4999    | Rangierlokomotiven | 300 bis 799 PS   |
| D5000–D6499    | Type 2             | 1001 bis 1499 PS |
| D6500–D7999    | Type 3             | 1500 bis 1999 PS |
| D8000–D8999    | Type 1             | 800 bis 1000 PS  |
| D9000–D9999    | Type 5             | über 3000 PS     |

Bei der Umnummerierung wurde keine Rücksicht auf frühere Nummern genommen. Mit der Außerbetriebnahme der letzten Dampflokomotiven im August 1968 entfernte man das Vorzeichen „D“.

### Elektrische Lokomotiven
Wechselstromlokomotiven mit einer Leistung von 2000 bis 2999 PS erhielten Nummern von E2000 bis E2999. Lokomotiven mit einer größeren Leistung wurden in den Nummernbereich ab E3001 eingeordnet. Die Lokomotiven mit einer Leistung von 5000 PS erhielten den Nummernbereich ab E3201 aufwärts.
Gleichstromlokomotiven erhielten den Nummernbereich ab E5000 und Zweikraftlokomotiven (Gleichstrom-Diesel) erhielten Nummern ab E6000.

## Nummernsystem ab 1973
Ende der 1960er Jahre führte British Rail das Computersystem TOPS ein. Dies machte eine komplette Umnummerierung aller Fahrzeuge erforderlich.
Das neue System basierte auf einer maximal sechsstelligen Zahl. Die ersten zwei oder drei Ziffern gaben die Klasse und die letzten drei Ziffern die Seriennummer an. Während die Lokomotiven nur einen zweistelligen Klassenbezeichner erhielten, ist dieser bei den Triebwagen dreistellig.
Unterklassen erhielten eine in der ersten Stelle der Seriennummer veränderte Kennzeichnung. Als Trenner verwendete man einen Schrägstrich. Die Unterklasse 47/3 zum Beispiel beginnt ab der Nummer 47301.
Bei der Umzeichnung wurden weitgehend die letzten beiden Nummern der alten Kennzeichnung übernommen.
Die Umzeichnung der Triebwagen bereitete aufgrund der vielfältigen Fahrzeuge und Nummernschemata größere Schwierigkeiten. So war es erforderlich, dass die Nummerierung der Triebwagen nochmals geändert werden musste.
| Nummernbereich | Fahrzeug                                                                      | Unterscheidungsmerkmal                                                        | alte Bezeichnung                                                              |
| -------------- | ----------------------------------------------------------------------------- | ----------------------------------------------------------------------------- | ----------------------------------------------------------------------------- |
| 0xx            | Lokomotiven und Schiffe                                                       | Lokomotiven und Schiffe                                                       | Lokomotiven und Schiffe                                                       |
| (0)01–(0)69    | Diesellokomotiven                                                             | Diesellokomotiven                                                             | Diesellokomotiven                                                             |
| (0)01–(0)07    | Rangierlokomotiven                                                            | unter 300 PS                                                                  | D2000–D2999                                                                   |
| (0)08–(0)14    | Rangierlokomotiven                                                            | 300 PS – 799 PS                                                               | D3000–D4999/D9500–D9999                                                       |
| (0)15–(0)20    | Type 1                                                                        | 800 PS – 1000 PS                                                              | D8000–D8999                                                                   |
| (0)21–(0)32    | Type 2                                                                        | 1001 PS – 1499 PS                                                             | D5000–D6499/D7500–D7999                                                       |
| (0)33–(0)39    | Type 3                                                                        | 1500 PS – 1999 PS                                                             | D6500–D7499                                                                   |
| (0)40–(0)54    | Type 4                                                                        | 2000 PS – 2999 PS                                                             | D1–D1999                                                                      |
| (0)55–(0)69    | Type 5                                                                        | über 3000 PS                                                                  | D9000–D9499                                                                   |
| (0)70–(0)79    | Gleichstrom- und Zweisystemlokomotiven                                        | Gleichstrom- und Zweisystemlokomotiven                                        | Gleichstrom- und Zweisystemlokomotiven                                        |
| (0)80–(0)96    | Wechselstrom und Mehrsystemelektrolokomotiven                                 | Wechselstrom und Mehrsystemelektrolokomotiven                                 | Wechselstrom und Mehrsystemelektrolokomotiven                                 |
| (0)97          | Dienstlokomotiven                                                             | Dienstlokomotiven                                                             | Dienstlokomotiven                                                             |
| (0)98          | Dampflokomotiven                                                              | Dampflokomotiven                                                              | Dampflokomotiven                                                              |
| (0)99          | Schiffe                                                                       | Schiffe                                                                       | Schiffe                                                                       |
| 1xx            | Triebwagen mit dieselmechanischem und dieselhydraulischem Antrieb             | Triebwagen mit dieselmechanischem und dieselhydraulischem Antrieb             | Triebwagen mit dieselmechanischem und dieselhydraulischem Antrieb             |
| 100–114        | Einheiten für geringe Personendichte                                          | Einheiten für geringe Personendichte                                          | Einheiten für geringe Personendichte                                          |
| 115–127        | Einheiten für hohe Personendichte und Langstreckenzüge                        | Einheiten für hohe Personendichte und Langstreckenzüge                        | Einheiten für hohe Personendichte und Langstreckenzüge                        |
| 128–131        | Gepäcktriebwagen                                                              | Gepäcktriebwagen                                                              | Gepäcktriebwagen                                                              |
| 140–144        | 2. Generation von Schienenbussen                                              | 2. Generation von Schienenbussen                                              | 2. Generation von Schienenbussen                                              |
| 150–199        | Einheiten der 2. Generation ('Sprinter', 'Networker', 'Turbostar', 'Coradia') | Einheiten der 2. Generation ('Sprinter', 'Networker', 'Turbostar', 'Coradia') | Einheiten der 2. Generation ('Sprinter', 'Networker', 'Turbostar', 'Coradia') |
| 2xx            | Triebwagen mit dieselelektrischen Antrieb                                     | Triebwagen mit dieselelektrischen Antrieb                                     | Triebwagen mit dieselelektrischen Antrieb                                     |
| 200–207        | Einheiten der 1. Generation                                                   | Einheiten der 1. Generation                                                   | Einheiten der 1. Generation                                                   |
| 210–249        | Einheiten der 2. Generation                                                   | Einheiten der 2. Generation                                                   | Einheiten der 2. Generation                                                   |
| 250–299        | Expresszüge                                                                   | Expresszüge                                                                   | Expresszüge                                                                   |
| 3xx            | Wechselstrom- und Mehrsystemelektrotriebwagen                                 | Wechselstrom- und Mehrsystemelektrotriebwagen                                 | Wechselstrom- und Mehrsystemelektrotriebwagen                                 |
| 300–312        | Einheiten der 1. Generation                                                   | Einheiten der 1. Generation                                                   | Einheiten der 1. Generation                                                   |
| 313–369        | Einheiten der 2. Generation                                                   | Einheiten der 2. Generation                                                   | Einheiten der 2. Generation                                                   |
| 370–399        | Expresszüge und Züge privater Gesellschaften seit 199x                        | Expresszüge und Züge privater Gesellschaften seit 199x                        | Expresszüge und Züge privater Gesellschaften seit 199x                        |
| 4xx            | Gleichstrom-Elektrotriebwagen der Southern Region                             | Gleichstrom-Elektrotriebwagen der Southern Region                             | Gleichstrom-Elektrotriebwagen der Southern Region                             |
| 40x            | Triebwagen von Southern Railway                                               | Triebwagen von Southern Railway                                               | Triebwagen von Southern Railway                                               |
| 41x            | Triebwagen von British Railways 1950er Jahre                                  | Triebwagen von British Railways 1950er Jahre                                  | Triebwagen von British Railways 1950er Jahre                                  |
| 42x            | Triebwagen von British Railways 1960er Jahre                                  | Triebwagen von British Railways 1960er Jahre                                  | Triebwagen von British Railways 1960er Jahre                                  |
| 43x            | Bournemouth-Triebwagen                                                        | Bournemouth-Triebwagen                                                        | Bournemouth-Triebwagen                                                        |
| 44x            | Triebwagen von British Railways 1970er Jahre                                  | Triebwagen von British Railways 1970er Jahre                                  | Triebwagen von British Railways 1970er Jahre                                  |
| 45x            | Triebwagen von British Railways 1980er Jahre                                  | Triebwagen von British Railways 1980er Jahre                                  | Triebwagen von British Railways 1980er Jahre                                  |
| 46x            | Triebwagen 1990er Jahre (Networker)                                           | Triebwagen 1990er Jahre (Networker)                                           | Triebwagen 1990er Jahre (Networker)                                           |
| 48x            | Triebwagen mit Tube-Regelmaß                                                  | Triebwagen mit Tube-Regelmaß                                                  | Triebwagen mit Tube-Regelmaß                                                  |
| 49x            | nichtangetriebene Einheiten (später 4x8)                                      | nichtangetriebene Einheiten (später 4x8)                                      | nichtangetriebene Einheiten (später 4x8)                                      |
| 5xx            | andere Gleichstromtriebwagen                                                  | andere Gleichstromtriebwagen                                                  | andere Gleichstromtriebwagen                                                  |
| 9xx            | Dienstfahrzeuge                                                               | Dienstfahrzeuge                                                               | Dienstfahrzeuge                                                               |
| 920–935        | Dienstfahrzeuge der Southern Region                                           | Dienstfahrzeuge der Southern Region                                           | Dienstfahrzeuge der Southern Region                                           |
| 936–939        | Elektro-Diensttriebwagen                                                      | Elektro-Diensttriebwagen                                                      | Elektro-Diensttriebwagen                                                      |
| 950–960        | Sonstige Diensttriebwagen                                                     | Sonstige Diensttriebwagen                                                     | Sonstige Diensttriebwagen                                                     |

Zur Unterscheidung einzelner Triebwageneinheiten der Southern Region nutzte man folgendes System:
| Nummer | Typ                                                        |
| ------ | ---------------------------------------------------------- |
| 4x0    | Expresszüge mit Bar (später in 4x2 umgezeichnet)           |
| 4x1    | Expresszüge                                                |
| 4x2    | Expresszüge mit Bar                                        |
| 4x3    | Vierwageneinheiten für den äußeren Vorortverkehr           |
| 4x4    | Zweiwageneinheiten für den äußeren Vorortverkehr           |
| 4x5    | Vierwageneinheiten für den inneren Vorortverkehr           |
| 4x6    | Zwei- und Dreiwageneinheiten für den inneren Vorortverkehr |
| 4x7    | Spezialfahrzeuge (zum Beispiel für den Gatwick Express)    |
| 4x8    | nicht angetriebene Einheiten                               |
| 4x9    | Einzelwagen                                                |